# Alexander Resch

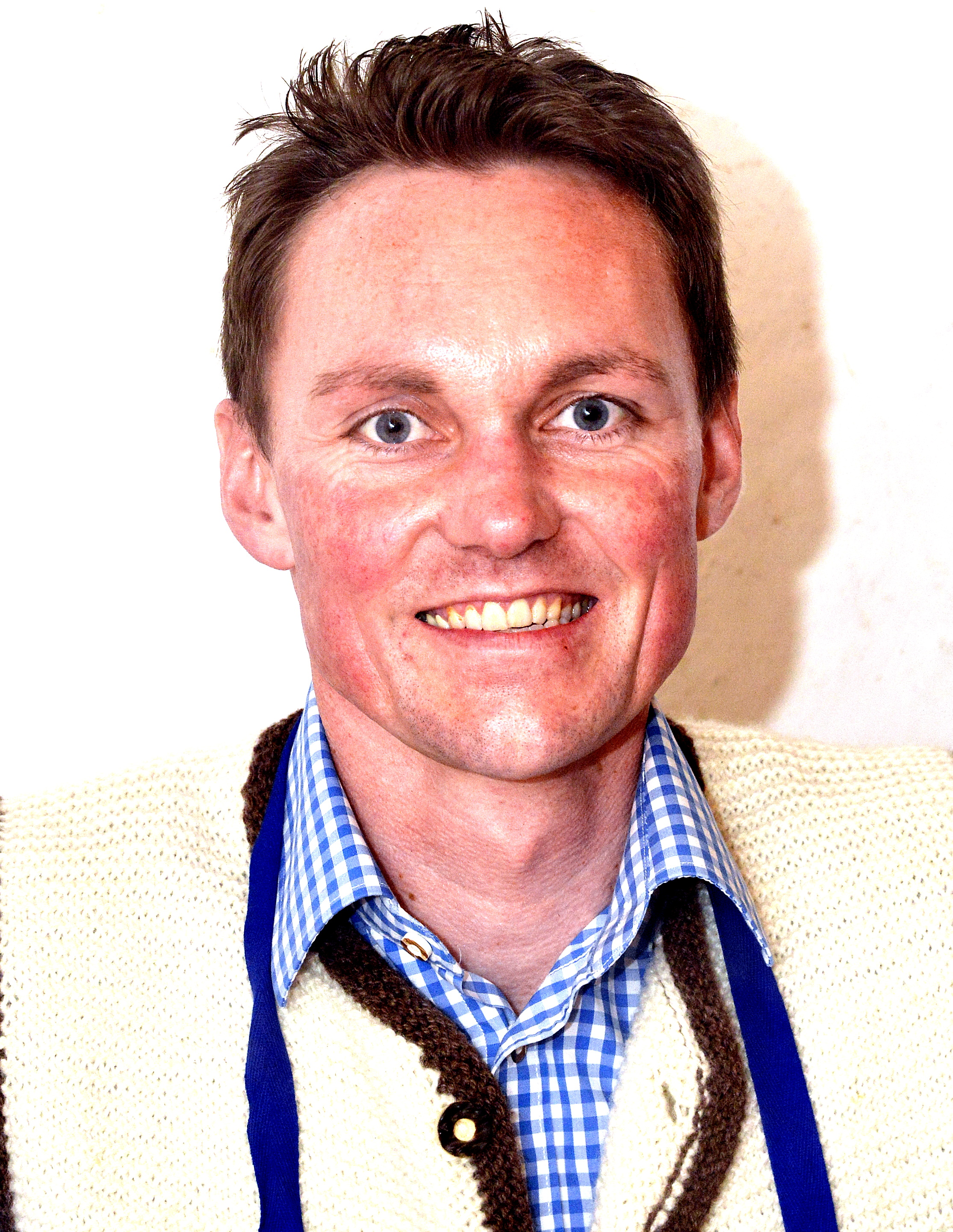
Alexander Resch, 2014

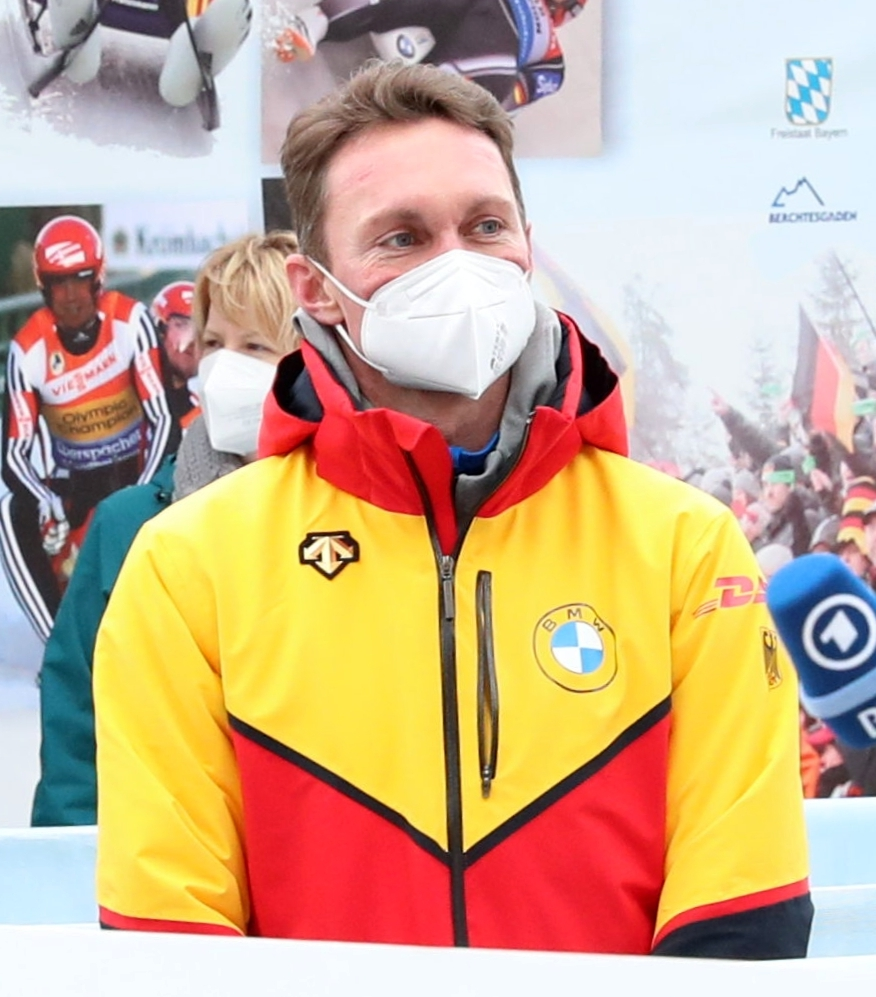
Alexander Resch, 2021

Alexander Resch (* 5. April 1979 in Berchtesgaden) ist ein ehemaliger deutscher Rennrodler. Zusammen mit seinem Doppelsitzerpartner Patric Leitner wurde er 1999, 2000, 2004 und 2007 Weltmeister im Doppelsitzer. 1999, 2003 und 2007 wurden beide Deutsche Meister. Der Höhepunkt seiner Laufbahn war der Gewinn der Goldmedaille im Doppelsitzer bei den Olympischen Spielen in Salt Lake City.
Für den Gewinn der Goldmedaille erhielt er am 6. Mai 2002 – zusammen mit seinem Partner – das Silberne Lorbeerblatt. Bei den Olympischen Spielen 2006 in Turin belegte das favorisierte Doppel hingegen nur den sechsten Platz. Vier Jahre später gewannen sie bei den Olympischen Spielen in Vancouver durch einen hervorragenden zweiten Lauf im letzten Rennen ihrer Karriere Bronze, nachdem sie im ersten Lauf nur auf Rang 5 gelegen hatten.

## Erfolge

### Gesamtweltcup
| Saison    | Platz | Punkte |
| --------- | ----- | ------ |
| 1998/99   | 03.   | 0446   |
| 1999/2000 | 01.   | 0585   |
| 2000/01   | 03.   | 0520   |
| 2001/02   | 01.   | 0505   |
| 2002/03   | 02.   | 0536   |
| 2003/04   | 01.   | 0628   |
| 2004/05   | 02.   | 0570   |
| 2005/06   | 01.   | 0611   |
| 2006/07   | 01.   | 0786   |
| 2007/08   | 01.   | 0655   |
| 2008/09   | 02.   | 0629   |
| 2009/10   | 01.   | 0592   |

### Weltcupsiege
| Nr. | Datum         | Ort            | Bahn                                              |
| --- | ------------- | -------------- | ------------------------------------------------- |
| 1.  | 5. Feb. 1999  | St. Moritz     | Olympia Bob Run St. Moritz–Celerina               |
| 2.  | 13. Feb. 1999 | Nagano         | Nagano City Bobsleigh and Luge Park               |
| 3.  | 13. Nov. 1999 | Lillehammer    | Bob- und Rennschlittenbahn Hunderfossen           |
| 4.  | 27. Nov. 1999 | Altenberg      | Rennschlitten- und Bobbahn Altenberg              |
| 5.  | 11. Dez. 1999 | Calgary        | Bob- und Rennschlittenbahn im Canada Olympic Park |
| 6.  | 29. Jan. 2000 | Innsbruck-Igls | Olympia Eiskanal Igls                             |
| 7.  | 12. Jan. 2000 | Oberhof        | Rennrodelbahn Oberhof                             |
| 8.  | 10. Dez. 2000 | La Plagne      | Piste de La Plagne                                |
| 9.  | 13. Jan. 2001 | Innsbruck-Igls | Kunsteisbahn Bob-Rodel Igls                       |
| 10. | 11. Feb. 2001 | Whistler       | Whistler Sliding Centre                           |
| 11. | 9. Dez. 2001  | Calgary        | Bob- und Rennschlittenbahn im Canada Olympic Park |
| 12. | 8. Dez. 2001  | Königssee      | Kombinierte Kunsteisbahn am Königssee             |
| 13. | 26. Jan. 2002 | Winterberg     | Bobbahn Winterberg                                |
| 14. | 29. Nov. 2002 | Calgary        | Bob- und Rennschlittenbahn im Canada Olympic Park |
| 15. | 19. Jan. 2003 | Lillehammer    | Bob- und Rennschlittenbahn Hunderfossen           |
| 16. | 8. Feb. 2003  | Winterberg     | Bobbahn Winterberg                                |
| 17. | 24. Jan. 2004 | Innsbruck-Igls | Kunsteisbahn Bob-Rodel Igls                       |
| 18. | 31. Jan. 2004 | Königssee      | Kunsteisbahn Königssee                            |
| 19. | 5. Jan. 2005  | Königssee      | Kunsteisbahn Königssee                            |
| 20. | 15. Jan. 2005 | Innsbruck-Igls | Kunsteisbahn Bob-Rodel Igls                       |
| 21. | 19. Nov. 2005 | Cesana         | Cesana Pariol                                     |
| 22. | 16. Dez. 2005 | Lake Placid    | Olympia-Bobbahn Lake Placid                       |
| 23. | 6. Jan. 2006  | Königssee      | Kunsteisbahn Königssee                            |
| 24. | 16. Dez. 2006 | Nagano         | Nagano City Bobsleigh and Luge Park               |
| 25. | 7. Jan. 2007  | Königssee      | Kunsteisbahn Königssee                            |
| 26. | 10. Feb. 2007 | Winterberg     | Bobbahn Winterberg                                |
| 27. | 24. Nov. 2007 | Calgary        | Bob- und Rennschlittenbahn im Canada Olympic Park |
| 28. | 15. Dez. 2007 | Innsbruck-Igls | Kunsteisbahn Bob-Rodel Igls                       |
| 29. | 5. Jan. 2008  | Königssee      | Kunsteisbahn Königssee                            |
| 30. | 2. Feb. 2008  | Altenberg      | Rennschlitten- und Bobbahn Altenberg              |
| 31. | 4. Jan. 2009  | Königssee      | Kunsteisbahn Königssee                            |
| 32. | 20. Nov. 2009 | Calgary        | Bob- und Rennschlittenbahn im Canada Olympic Park |
| 33. | 28. Nov. 2009 | Innsbruck-Igls | Kunsteisbahn Bob-Rodel Igls                       |

| Nr. | Datum         | Ort         | Bahn                                              |
| --- | ------------- | ----------- | ------------------------------------------------- |
| 1.  | 16. Nov. 2003 | Sigulda     | Rennrodel- und Bobbahn Sigulda                    |
| 2.  | 7. Dez. 2003  | Calgary     | Bob- und Rennschlittenbahn im Canada Olympic Park |
| 3.  | 21. Jan. 2004 | Lake Placid | Olympia-Bobbahn Lake Placid                       |
| 4.  | 7. Jan. 2006  | Königssee   | Kunsteisbahn Königssee                            |
| 5.  | 17. Dez. 2006 | Nagano      | Nagano City Bobsleigh and Luge Park               |
| 6.  | 7. Jan. 2007  | Königssee   | Kunsteisbahn Königssee                            |
| 7.  | 11. Jan. 2007 | Winterberg  | Bobbahn Winterberg                                |
| 8.  | 6. Jan. 2008  | Königssee   | Kunsteisbahn Königssee                            |
| 9.  | 14. Dez. 2008 | Winterberg  | Bobbahn Winterberg                                |
| 10. | 17. Jan. 2010 | Oberhof     | Rennrodelbahn Oberhof                             |